# لوباش (استان لهستان بزرگ‌تر)
لوباش (به لاتین: Lubasz) یک روستا در لهستان است که در گمینا لوباش واقع شده‌است. لوباش ۲٬۵۰۰ نفر جمعیت دارد.